# 加里曼丹似鯡
加里曼丹似鯡（学名：Clupeoides borneensis）為輻鰭魚綱鲱形目鲱科的其中一種，分布於亞洲印尼巴里多河與卡普阿斯河流域，體長可達4.2公分，棲息在淡水溪流，成群活動，以浮游生物為食，可做為食用魚。
其种加词“borneensis”意为“婆罗洲的”。